# De Agosto (manzana)
De Agosto es el nombre de una variedad cultivar de manzano (Malus domestica). Esta manzana es originaria de Galicia, está cultivada en la colección de árboles frutales y banco de germoplasma de Mabegondo con el N.º 163; ejemplares procedentes de esquejes localizados en Noya (La Coruña).

## Sinónimos
- "Manzana De Agosto",[4][5]
- "Maceira De Agosto".

## Características
El manzano de la variedad 'De Agosto' tiene un vigor elevado. Tamaño grande y porte erguido.
Época de inicio de brotación a partir del 5 de abril y de floración a partir de 25 de abril.
Las hojas tienen una longitud del limbo de tamaño largo, con la máxima anchura del limbo ancha. Longitud de las estípulas es larga y la máxima anchura de las estípulas es ancha. Denticulación del borde del limbo es biserrado, con la forma del ápice del limbo cuspidado y la forma de la base del limbo es agudo. Con subestípulas presentes.
Sus flores tienen una longitud de los pétalos larga, anchura de los pétalos es ancha, disposición de los pétalos superpuestos entre sí, con una longitud del pedúnculo media.
La variedad de manzana 'De Agosto' tiene un fruto de tamaño grande, de forma plana-globosa, de color bicolor, con chapa a rayas, e intensidad media. Epidermis de textura suave sin pruina en su superficie, y con presencia de cera elevada. Sensibilidad al "russeting" (pardeamiento áspero superficial que presentan algunas variedades) poco sensible. Con lenticelas de tamaño mediano.
Los sépalos están dispuestos de forma parcialmente replegados, superpuestos en su base; fosa calicina muy profunda de una anchura ancha. Pedúnculo de grosor medio y de longitud medio, siendo la cavidad peduncular de una profundidad media y de anchura ancha. Con pulpa de color blanca, de firmeza es intermedia y textura intermedia; su jugosidad es jugosa con sabor de acidez media a baja, y aromática.
Época de maduración y recolección a partir del 5 de agosto. 'De Agosto' es una manzana de uso mixto que se utiliza como fruta de mesa y también en la producción de sidra.

## Susceptibilidades
- Oidio: no presenta
- Moteado: no presenta
- Raíces aéreas: no presenta
- Momificado: no presenta
- Pulgón lanígero: ataque débil
- Pulgón verde: ataque medio
- Araña roja: no presenta
- Chancro del manzano: ataque débil[3]